# World Badminton Grand Prix 1989
Der World Badminton Grand Prix 1989 war die 7. Auflage des World Badminton Grand Prix. Zum Abschluss der Serie fand ein Finale statt.

## Austragungsorte
| Veranstaltung       | Ort                    | Preisgeld    | IBF-Wertungskategorie | Datum        |
| ------------------- | ---------------------- | ------------ | --------------------- | ------------ |
| Chinese Taipei Open | Taipeh                 | 60.000 US $  | 3 Sterne              | 11.–15.01.   |
| Japan Open          | Kiryuu und Tokio       | 100.000 US $ | 4 Sterne              | 19.–22.01.   |
| Poona Open          | Mortsel-Poona, Belgien | 40.000 US $  | 2 Sterne              | 08.–12.02.   |
| Swiss Open          | Lausanne               | 15.000 US $  | 1 Stern               | 15.–19.02.   |
| Swedish Open        | Malmö, Schweden        | 60.000 US $  | 3 Stern               | 08.–12.03.   |
| All England         | London                 | 125.000 US $ | 5 Sterne              | 15.–19.03.   |
| French Open         | Toulouse               | 35.000 US $  | 2 Sterne              | 22.–26.03.   |
| Malaysia Open       | Kuala Lumpur           | 150.000 US $ | 5 Sterne              | 04.–09.07.   |
| Thailand Open       | Bangkok                | 60.000 US $  | 3 Sterne              | 12.–16.07.   |
| Hong Kong Open      | Hongkong               | 80.000 US $  | 3 Sterne              | 07.–10.09.   |
| China Open          | Shanghai               | 90.000 US $  | 4 Sterne              | 13.–17.09.   |
| Dutch Open          | Amsterdam              | 35.000 US $  | 2 Sterne              | 28.09–01.10. |
| German Open         | Düsseldorf             | 35.000 US $  | 2 Sterne              | 05.–08.10.   |
| Denmark Open        | Odense                 | 60.000 US $  | 3 Sterne              | 19.–22.10.   |
| US Open             |                        | 15.000 US $  | 1 Stern               | 24.–29.10.   |
| Canadian Open       | Calgary                | 15.000 US $  | 1 Stern               | 02.–05.11.   |
| Indonesia Open      | Jakarta                | 130.000 US $ | 5 Sterne              | 08.–12.11.   |
| Scottish Open       | Edinburgh              | 20.000 US $  | 1 Stern               | 24.–26.11.   |
| Grand Prix Finale   | Singapur               | 176.050 US $ | -                     | 6.–10.12     |

## Die Sieger
| Veranstaltung       | Herreneinzel           | Dameneinzel       | Herrendoppel                  | Damendoppel                          | Mixed                                |
| ------------------- | ---------------------- | ----------------- | ----------------------------- | ------------------------------------ | ------------------------------------ |
| Chinese Taipei Open | Morten Frost           | Christine Gandrup | Razif Sidek Jalani Sidek      | Maria Bengtsson Christine Gandrup    | Henrik Svarrer Dorte Kjær            |
| Japan Open          | Yang Yang              | Li Lingwei        | Park Joo-bong Lee Sang-bok    | Gillian Clark Julie Munday           | Park Joo-bong Chung Myung-hee        |
| Poona Open          | Poul-Erik Høyer Larsen | Tang Jiuhong      | Zhang Qiang Gillian Gowers    | Maria Bengtsson Christine Gandrup    | Jan Paulsen Dorte Kjær               |
| Swiss Open          | Liu Zhiheng            | Tang Jiuhong      | Ong Beng Teong Cheah Soon Kit | Huang Hua Tang Jiuhong               | Kim Moon-soo Chung So-young          |
| Swedish Open        | Morten Frost           | Li Lingwei        | Li Yongbo Tian Bingyi         | Chung Myung-hee Chung So-young       | Park Joo-bong Chung Myung-hee        |
| All England         | Yang Yang              | Li Lingwei        | Lee Sang-bok Park Joo-bong    | Chung Myung-hee Chung So-young       | Park Joo-bong Chung Myung-hee        |
| French Open         | Xiong Guobao           | Li Lingwei        | Li Yongbo Tian Bingyi         | Sun Xiaoqing Zhou Lei                | Wang Pengren Shi Fangjing            |
| Malaysia Open       | Xiong Guobao           | Han Aiping        | Park Joo-bong Kim Moon-soo    | Guan Weizhen Lin Ying                | Park Joo-bong Chung So-young         |
| Thailand Open       | Alan Budikusuma        | Tang Jiuhong      | Park Joo-bong Kim Moon-soo    | Guan Weizhen Lin Ying                | Park Joo-bong Chung So-young         |
| Hong Kong Open      | Wu Wenkai              | Han Aiping        | Razif Sidek Jalani Sidek      | Lin Ying Guan Weizhen                | Choi Sang-bum Chung So-young         |
| China Open          | Ardy Wiranata          | Tang Jiuhong      | Razif Sidek Jalani Sidek      | Lin Ying Guan Weizhen                | Kim Hak-kyun Hwang Hye-young         |
| Dutch Open          | Alan Budikusuma        | Eline Coene       | Eddy Hartono Rudy Gunawan     | Grete Mogensen Pernille Dupont       | Eddy Hartono Verawaty Fajrin         |
| German Open         | Morten Frost           | Helen Troke       | Jan Paulsen Henrik Svarrer    | Erma Sulistianingsih Rosiana Tendean | Jan Paulsen Gillian Gowers           |
| Denmark Open        | Morten Frost           | Tang Jiuhong      | Li Yongbo Tian Bingyi         | Lin Ying Guan Weizhen                | Jesper Knudsen Nettie Nielsen        |
| Canadian Open       | Anders Nielsen         | Denyse Julien     | Mike Bitten Bryan Blanshard   | Jung Eun-hwa Shon Hye-joo            | Mike Bitten Doris Piché              |
| Indonesia Open      | Xiong Guobao           | Huang Hua         | Eddy Hartono Rudy Gunawan     | Rosiana Tendean Erma Sulistianingsih | Eddy Hartono Verawaty Fajrin         |
| Scottish Open       | Morten Frost           | Kirsten Larsen    | Max Gandrup Thomas Lund       | Gillian Clark Gillian Gowers         | Jon Holst-Christensen Gillian Gowers |
| Grand Prix Finale   | Xiong Guobao           | Tang Jiuhong      | Jalani Sidek Razif Sidek      | Rosiana Tendean Erma Sulistianingsih | Eddy Hartono Verawaty Fajrin         |